# تيبور كيميني
تيبور كيميني (بالمجرية: Kemény Tibor)‏ (5 مارس 1913 – 1992) لاعب كرة قدم مجري راحل كان يجيد اللعب في خط الهجوم.
لعب طوال مسيرته الرياضية في نادي فيرينكفاروسي.
مثل منتخب المجر في 9 مباريات (1933-1937). شارك مع منتخب المجر في بطولة كأس العالم 1934 في إيطاليا حيث خرج من الدور الربع النهائي.
تولى تدريب أندية أويبست (1949-1950) إم تي كيه بودابست (1955) أوليمبياكوس (1957-1958).

## وصلات خارجية
- تيبور كيميني على موقع الاتحاد الدولي (مؤرشف)  (الإنجليزية)
- تيبور كيميني على موقع قاعدة بيانات كرة القدم.إي يو (الإنجليزية)
- تيبور كيميني على موقع عالم كرة القدم.نت (الإنجليزية)
- سيرة ذاتية